# Trambrug (Schipluiden)
De Trambrug over de Vlaardingervaart bij de Nederlandse plaats Schipluiden is een fietsbrug. Hier reden vroeger stoomtrams van de Westlandsche Stoomtramweg Maatschappij die groenten uit het Westland vervoerden naar Delft. Tussen 1912 en 1932 werden er ook passagiers vervoerd. Na de oorlog reden er diesellocomotieven.
De karakteristieke ijzeren vakwerkboogbrug werd van 1910 tot 1912 bij Werkspoor gebouwd ten behoeve van de tramverbinding Delft-Schipluiden-Maassluis. De brug werd op het terrein van Werkspoor opgebouwd opdat de directie van de WSM deze kon inspecteren en goedkeuren. Hierna werd de brug gedemonteerd en in onderdelen naar de plaats van bestemming vervoerd. 
Voor de fundering bleken palen ongeschikt; daarom werd gekozen voor grote bakken beton. Dat is niet het  enige bijzondere; de brug is maar één kant vastgezet. Op de Vlaardingse kade rust de brug op stalen rollen, waardoor de constructie enigszins flexibel is.
In 1917 bleek de brug door zijn gewicht en de slappe ondergrond iets te zijn verzakt. De firma W. Bijker uit Utrecht (Oudenrijn) heeft de brug toen 25 cm omhoog gebracht en 11 cm oostwaarts verlegd. Voor het hoogteverschil van de opliggers zijn vulstukken aangebracht.
In 1968 werd de WSM-tramlijn opgeheven. De brug is sinds 1974 in gebruik als fietsbrug en vormt een belangrijke schakel in de fietsroutes van Midden-Delfland. Tussen Schipluiden en Maasland / De Lier is de oude trambaan fietspad geworden. Tussen Schipluiden en Den Hoorn ook, maar grotendeels is dat ook een weg. (Tramkade) In Schipluiden zelf is de baan bijna geheel verdwenen. Het oude stationsgebouw staat daardoor verborgen tussen de moderne huizen.
In 2019 werd groot onderhoud gepleegd aan de brug. Geroeste en kapotte onderdelen werden gerepareerd, en de brug werd weer in de originele groene kleur geschilderd. Omdat deze brug origineel met klinknagels werd geassembleerd moesten reparaties, vanwege zijn status als rijksmonument, ook met klinknagels worden uitgevoerd. Het repareren (of bouwen) met klinknagels gebeurt nog maar zelden. In de nieuwe situatie zitten de hekken niet meer aan de brug zelf vast, maar aan het fietsdek. Ook zijn voor het eerst inscripties aangebracht (WSM 1881-1969). Met twee grijze lijnen op het fietsdek wordt rails gesuggereerd.Tijdens de renovatie werd het (brom)fietsverkeer omgeleid via een tijdelijke brug naast de trambrug, die na een hoek eindigde op het Windrecht ter hoogte van no. 34.

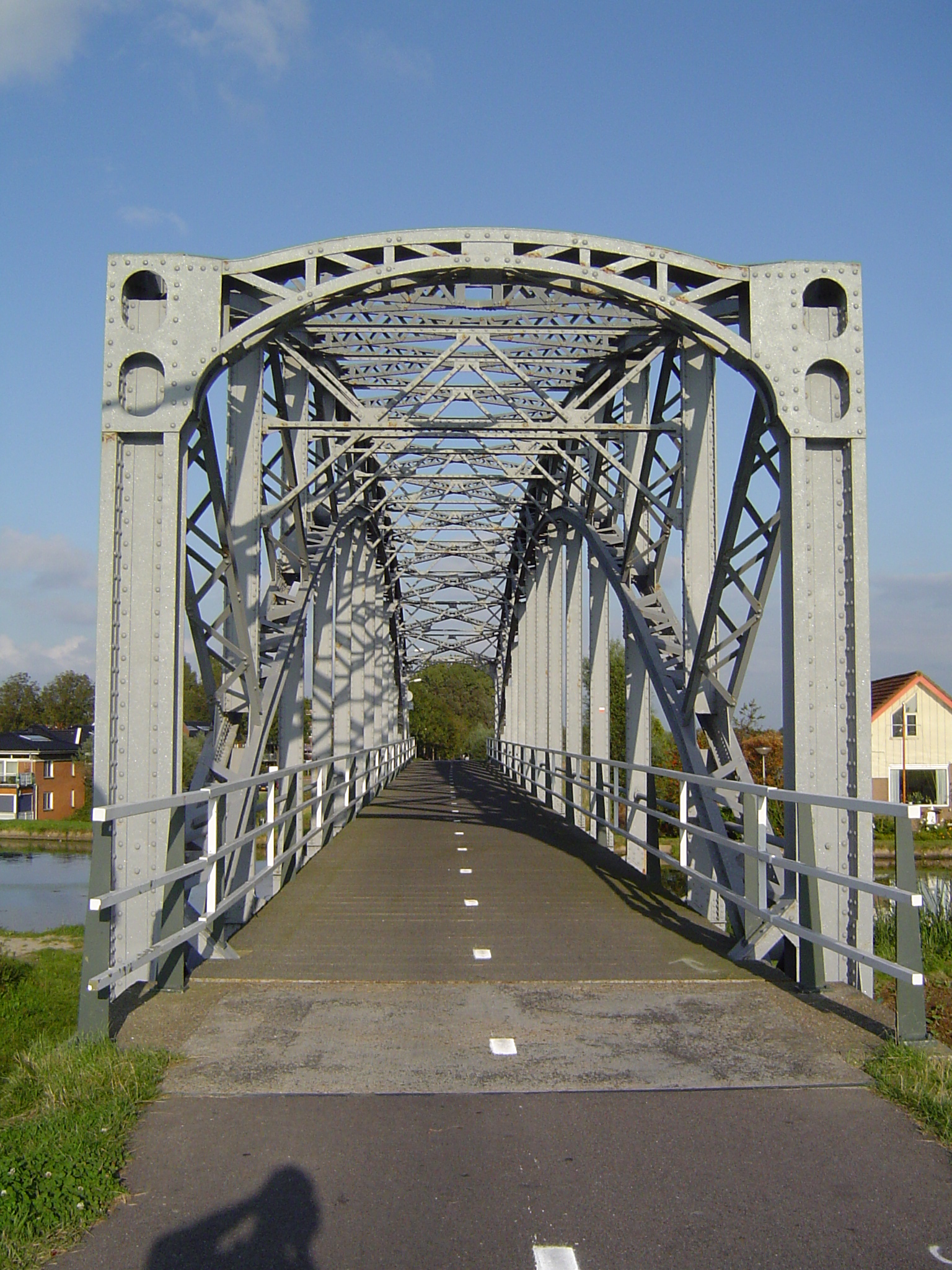
Het oude brugdek
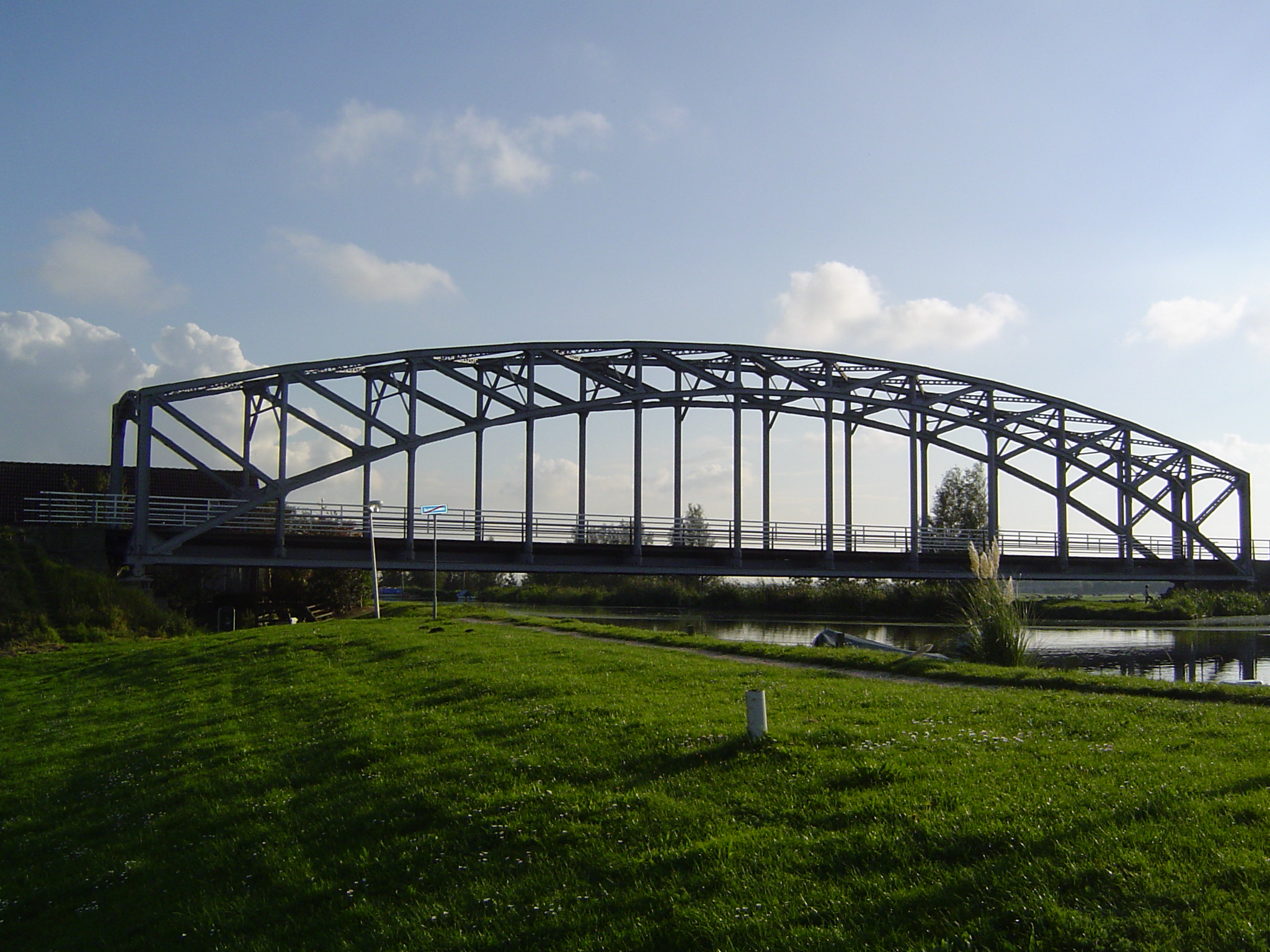
De Trambrug